# La ciudad de Dios

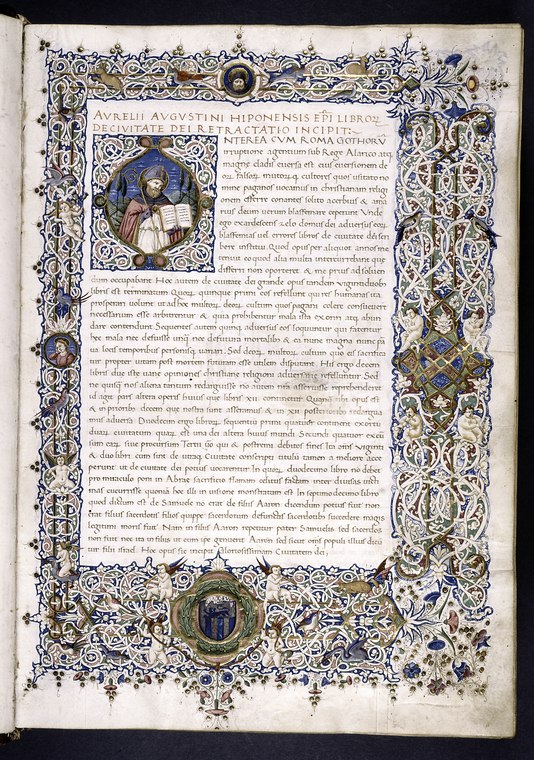
Manuscrito de La ciudad de Dios, de 1470.

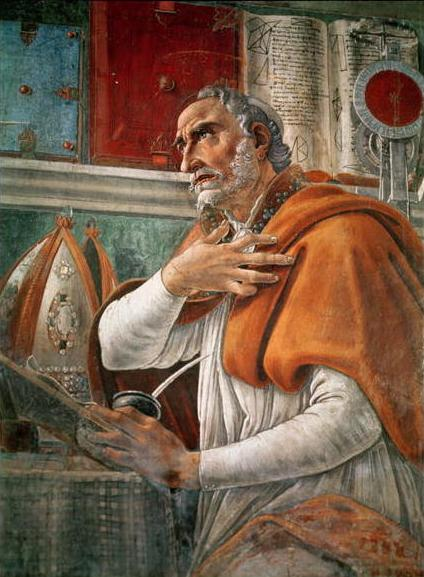
San Agustín, por Sandro Botticelli, circa 1480.

La ciudad de Dios, cuyo título original en latín es De civitate Dei contra paganos, es decir, La ciudad de Dios contra los paganos, es una obra escrita en 22 libros de Agustín de Hipona que fue realizada durante su vejez y a lo largo de quince años, entre 412 y 426. Es una apología del cristianismo, en la que se confronta la Ciudad celestial a la Ciudad pagana. Las numerosas digresiones permiten al autor tratar temas de muy diversa índole, como la naturaleza de Dios, el martirio o el judaísmo, el origen y la sustancialidad del bien y del mal, el pecado y la culpa, la muerte, el derecho y la ley, la contingencia y la necesidad, el tiempo y el espacio, la providencia, el destino y la historia, entre otros muchos temas.

## Presentación
San Agustín estructura el libro La Ciudad de Dios a partir de la contraposición entre la ciudad de Dios, que representa el cristianismo, y por tanto la verdad espiritual, y la ciudad pagana, que representa la decadencia y el pecado. En el prólogo mismo se expone esta dicotomía:

La gloriosísima ciudad de Dios, que en el presente correr de los tiempos se encuentra peregrina entre los impíos viviendo de la fe, y espera ya ahora con paciencia la patria definitiva y eterna hasta que haya un juicio con auténtica justicia, conseguirá entonces con creces la victoria final y una paz completa. Pues bien, mi querido hijo Marcelino, en la presente obra, emprendida a instancias tuyas, y que te debo por promesa personal mía, me he propuesto defender esta ciudad en contra de aquellos que anteponen los propios dioses a su fundador.

El autor estaba conmocionado por la caída de Roma a manos de Alarico I en 410. El desconcierto que provocó la entrada de los bárbaros en la capital del Imperio Romano,  donde residía el Papa, y que había sido referente del cristianismo desde Constantino I y especialmente desde Teodosio I, le hizo cuestionarse acerca del hecho de la desaparición de una civilización entera. La respuesta a esta cuestión es que el edificio al cual conviene aliarse y en el cual conviene trabajar no es la ciudad de los hombres, sino la ciudad de Dios. El objetivo de esta obra es, por tanto, examinar la oposición entre ambas ciudades, sus orígenes, su desarrollo y su final:

Las dos ciudades, en efecto, se encuentran mezcladas y confundidas en esta vida terrestre, hasta que las separe el juicio final. Exponer su nacimiento, su progreso y su final, es lo que voy a intentar hacer, con la ayuda del cielo y para gloria de la Ciudad de Dios, que hará vivo el resplandor de este contraste.

Desde el primer momento (libros 1 al 10), Agustín trató la religión de la Antigüedad como supersticiosa: por un lado, refutó que se adore a los dioses por el simple motivo de las ventajas que reporten (libros 1 a 5), y por otra parte, contradijo a los que buscan por esa misma vía la felicidad eterna (libros 6 a 10). Los libros 11 a 22 se consagran al origen y la oposición entre ambas ciudades.

## El saqueo de Roma por los visigodos (libro primero)

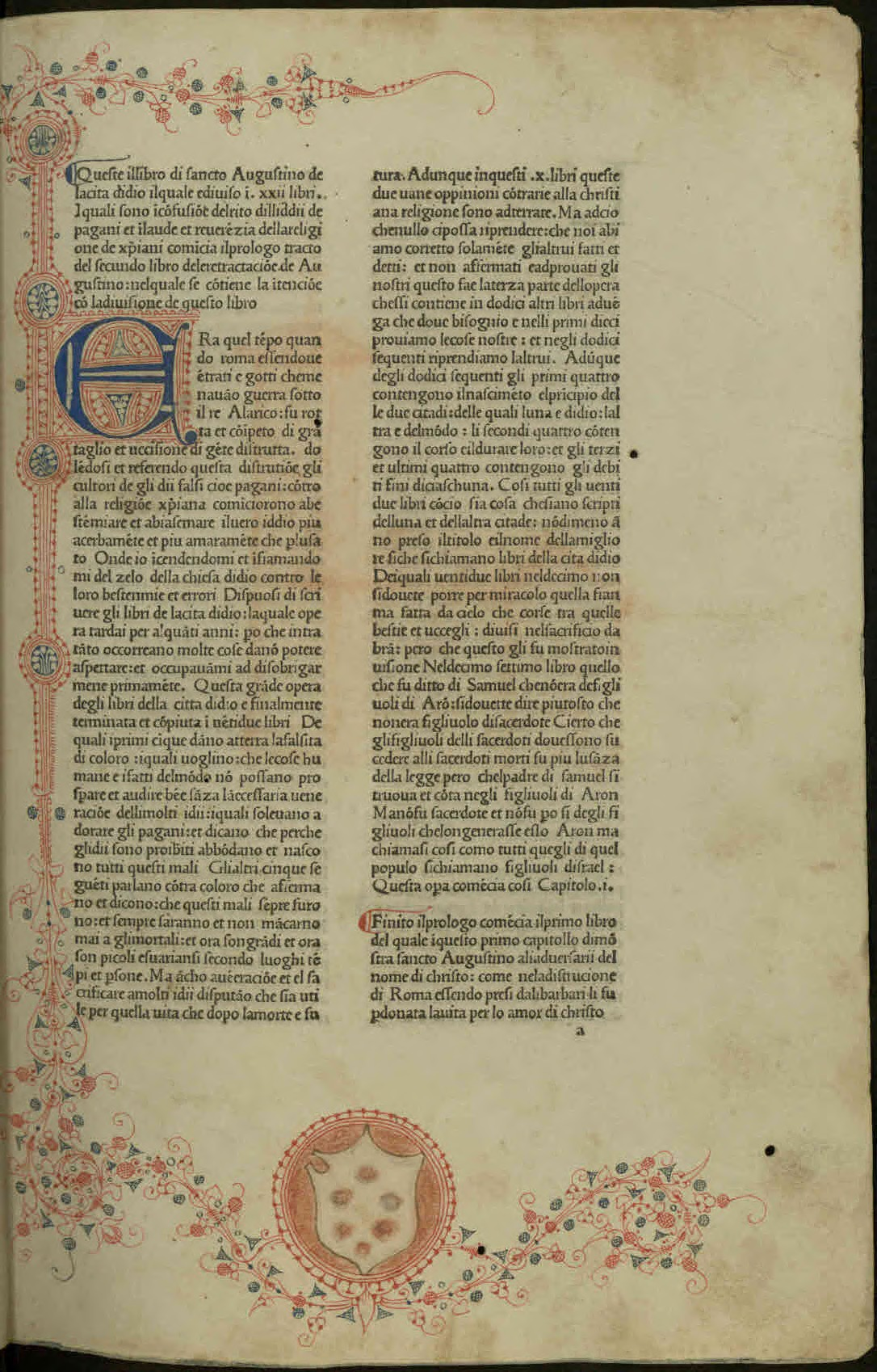
De civitate Dei, 1483

Los romanos interpretaron el saqueo como un castigo divino, y lo atribuyeron a la religión cristiana y, en particular, a la prohibición del culto a los dioses. Agustín se alzó contra esta opinión. Por un lado, los dioses romanos son incapaces de proteger a los paganos, y es el nombre de Cristo el que, en medio del horror general, ha sido capaz de salvar a numerosas personas, incluso a las no cristianas. Serían así precisamente aquellos que han sido salvados los que mostrarían una enorme ingratitud hacia su salvador. Por otra parte, tanto los crueles como los bondadosos sufren el mal en esta vida. Para justificar el mal, Agustín expuso que los malvados sufren para ser corregidos, y los buenos para confirmarse en su virtud y evitar las faltas en el futuro. Señaló que no debe darse importancia al sufrimiento corporal: solamente la conciencia es para nosotros el testimonio de nuestra pureza. Por ejemplo, las madres y las vírgenes que fueron violadas por los bárbaros durante el saqueo no deben tener sentimiento de culpa si mantienen interiormente la virtud de la castidad. No deben por lo tanto suicidarse, ya que la dignidad de las mujeres permanece intacta. Además, Agustín argumentó que no es culpa de la religión cristiana la invasión de los godos, con el ejemplo que cuando los invasores entraron a saquear, respetaron los templos cristianos, ya que ellos mismos eran arrianos, una variante considerada como herética por los padres de la religión cristiana.

## El culto a los falsos dioses romanos (libro décimo) y el verdadero origen del poder de Roma (libro cuarto)
Agustín expone que Roma nunca ha sido protegida por sus dioses, puesto que son falsos. Lo que ha recibido Roma de sus dioses ha sido el vicio y la corrupción del alma (libro segundo) y el amor por los bienes terrenales (libro tercero).
Agustín muestra que no han sido los dioses los que han dado grandeza a Roma, sino el decreto soberano de Dios, único y verdadero.

## Importancia y valor de la obra
A pesar de la designación del cristianismo como religión oficial del Imperio, décadas antes, con el Edicto de Tesalónica en 380 por parte del emperador Teodosio I , Agustín consideraba que su mensaje era más espiritual que político. El cristianismo, según él, se debía referir a la ciudad mística y divina de Jerusalén, la nueva Jerusalén, y no tanto a la ciudad terrenal. Su teología sirvió para  definir la separación entre Iglesia y Estado, algo que caracterizaría a las relaciones políticas de Europa occidental, frente al Este bizantino, en donde lo espiritual y lo político no mostrarían una separación tan evidente.
Siglos después el papa Pablo VI, forja en 1975, la frase "La Civilización del Amor", la cual presenta una perspectiva de la Ciudad de Dios como objetivo y culmen del Cristianismo.